# Mary Marvel

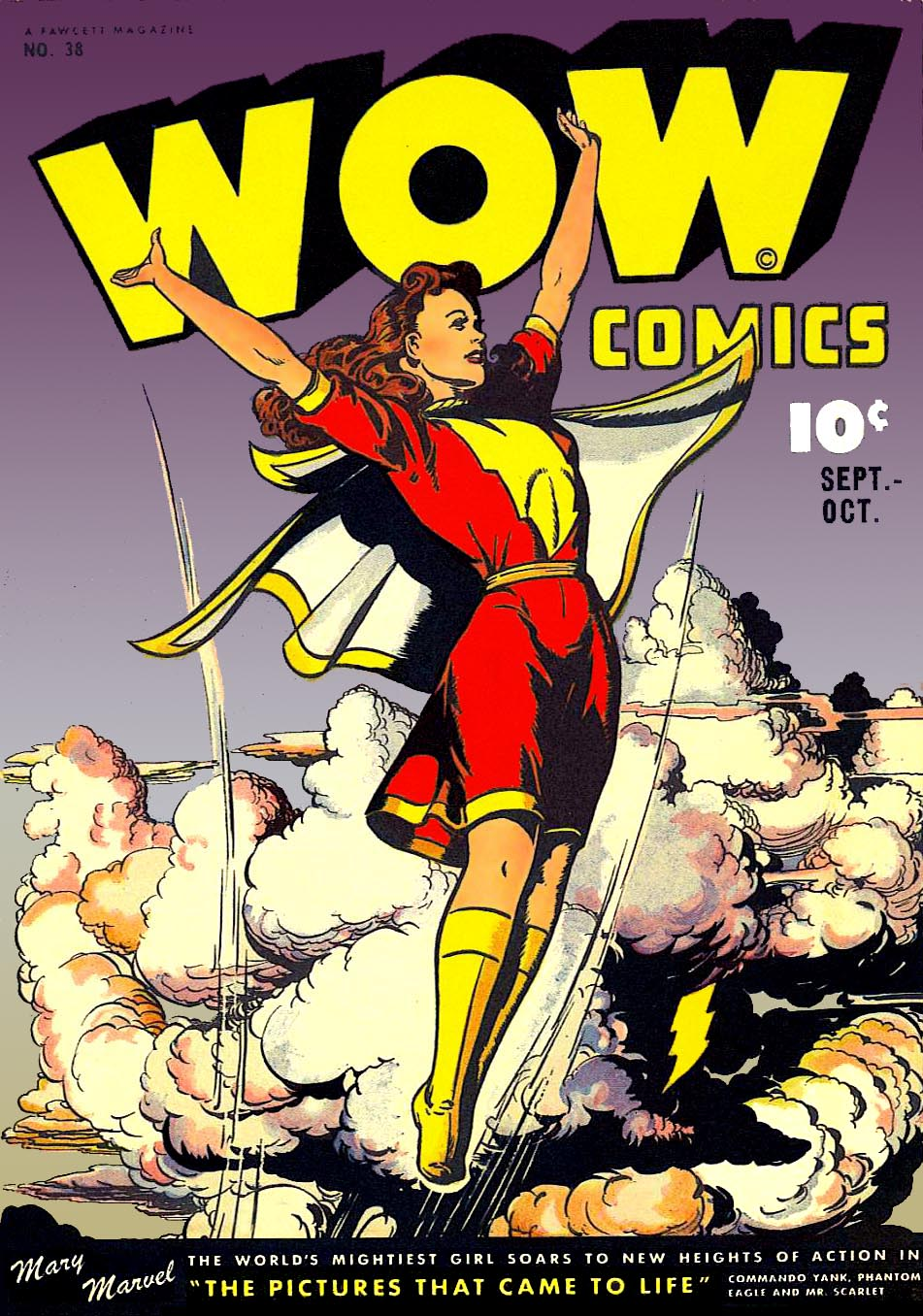
Cover von US-Wow Comics #38 (1941) mit Mary Marvel

Mary Marvel ist der Titel einer Reihe von Comicpublikationen, die seit 1942 von den US-amerikanischen Verlagen Fawcett Comics (1942–1953) bzw. DC-Comics (seit 1972) herausgegeben werden.
Die Comics der Reihe, die auf den Schriftsteller Otto Binder zurückgehen, sind ein Spin-off der Comics um den magischen Superhelden Captain Marvel und wie diese überwiegend im Genre des Science-Fiction- bzw. Fantasy-Comics angesiedelt. 

## Veröffentlichungsdaten
Die Figur Mary Marvel wurde erstmals 1942 im Comicheft Captain Marvel Adventures #18, das im Dezember 1942 im Programm des Verlages Fawcett Comics erschien, vorgestellt. Nachdem sie sich dort großer Popularität erfreute, wurde sie in den Mittelpunkt einer fortlaufenden Reihe eigener Geschichten innerhalb der Serie Wow Comics gestellt. Als beliebtestes Feature der Wow Comics, die in jeder Ausgabe mehrere Geschichten um verschiedene Charaktere erzählten, erhielt Mary Marvel ab Dezember 1945 eine eigene namensgleiche Comicserie, die Captain Marvel Comics, die bis 1948 erschien. Darüber hinaus erschienen weitere Geschichten um die Figur in der Serie Marvel Family, die bis 1954 lief.
Seitdem der Verlag DC-Comics 1972 die Rechte an Captain Marvel und allen seinen Ableger-Charakteren erworben hat, darunter auch Mary Marvel, veröffentlicht er in loser Folge weitere Geschichten um die Figur. So den One Shot Supergirl Plus Mary Marvel, in dem Mary Marvel ein Abenteuer mit der ungleich bekannteren Heroine Supergirl erlebt. Hinzu kommen Auftritte als eine von mehreren Hauptfiguren in Serien wie Shazam! (1972–1978) und The Power of Shazam! (1995–1999).
Unter den Zeichnern, die die Abenteuer von Mary Marvel illustrierten, stechen neben Swayze vor allem Otto Binders Bruder Jack Binder sowie Jerry Ordway hervor.

## Erscheinungsbild der Hauptfigur
Das optische Design für die Titelheldin der Mary Marvel-Geschichten, das im Wesentlichen bis heute von allen Künstlern, die an der Figur arbeiten, beibehalten worden ist, geht auf den amerikanischen Zeichner Marc Swayze zurück, der es basierend auf Vorschlägen des geistigen Vaters der Figur, Otto Binder, 1942 für Captain Marvel Comics #18 entwickelte. Swayze gab der Figur die Gesichtszüge der damals äußerst erfolgreichen Schauspielerin Judy Garland. Als obligatorisches Superhelden-Kostüm verpasste Swayze der Heldin eine rote Bluse mit gelbem Blitz-Emblem, einen weißen Umhang und einen roten Rock. Das Kostüm der Figur war damit praktisch mit dem von Captain Marvel identisch. Unterschiedlich waren lediglich die geschlechtertypischen Kleidungsstücke (Hose und Rock). 
Um Mary Marvel optisch deutlicher von ihrem Vorbild abzuheben, bekam die Figur ab 1997 eine weiße Superhelden-Uniform mit gelben Blitz im Gegensatz zur roten Kostümierung des Captain verpasst. Die weiße Kleidung (Top und Rock) blieben danach erhalten, wurden jedoch zuletzt in den frühen 2000er-Jahren durch dunklere, schwarz und grau gehaltene Kostüme, ersetzt.